# Iter Hispanicum
Iter Hispanicum (abreviado Iter Hispan.) es un libro ilustrado con descripciones botánicas que fue editado por el naturalista, y botánico sueco Pehr Löfling en el año 1758, con el nombre de Iter Hispanicum; eller, Resa til spanska länderna uti Europa och America förrättad ifrån år 1751 til år 1756. Utgifven af Carl Linnæus. Stockholm.